# マーティン・フロビッシャー

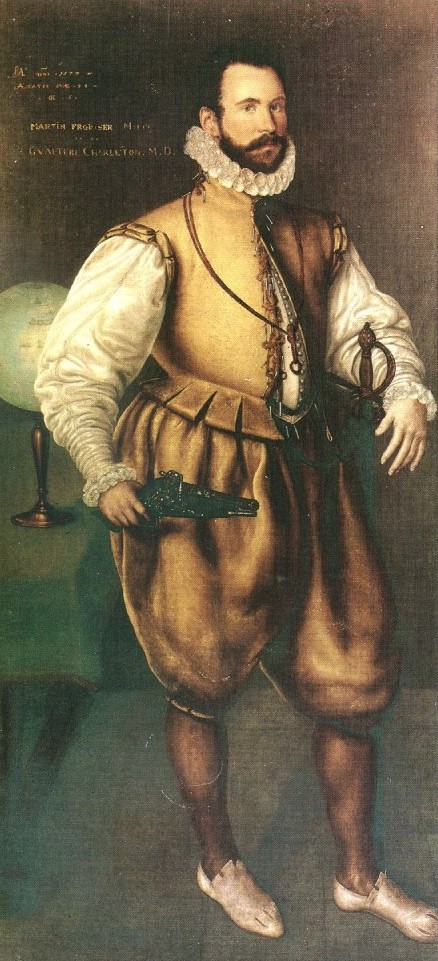
1577年頃に描かれたサー・マーティン・フロビッシャーの肖像（コルネリス・ケテル Cornelis Ketel 画）

サー・マーティン・フロビッシャー（Sir Martin Frobisher、1535年または1539年ごろ - 1594年11月22日）は、イギリスの航海者、私掠船船長、探検家。
私掠船に乗ってフランス船などを襲い多くの富をイングランドにもたらした。北西航路の探検を始めた後は、3度にわたり現在のカナダ・バフィン島（レゾリューション島およびフロビッシャー湾）を訪れ、航路よりも金の採取に熱中したが、結局採取した鉱石は金ではなくただの黄鉄鉱だったことがわかった。1588年のアルマダの海戦では、スペイン艦隊の撃退に対する貢献から爵位を贈られている。

## 私掠船船長
フロビッシャーはヨークシャー西部のノーマントン（Normanton）にあった14世紀以来の旧家で、父バーナード・フロビッシャーとナイトの家系出身の母のもとに生まれた。父が早くに亡くなったため、母はロンドンに住む弟のサー・ジョン・ヨークのもとに息子を送り教育させた。フロビッシャーは学問はほとんどしなかったが、勇敢さを叔父ヨークからも認められていた。1550年、ヨークはフロビッシャーを船乗りとして育てることとし、1553年にはヨークが出資するギニアへの航海にフロビッシャーを送り出し、フロビッシャーは生還した。翌1554年にもギニアに交易の航海に出たが、彼はここでポルトガル人に捕まり数カ月間囚えられている。1559年には結婚している。
フロビッシャーはギニアからの帰国後、私掠船の世界に身を投じた。やがて数年後にはイングランドでも最も大胆で不届きな海賊の一人として知られるようになる。1564年の海事裁判所の記録では、「彼の名はスペインのフェリペ王にも知られており、ジョン・ホーキンスと同じくらい憎まれている」とある。やがて彼はイングランド女王エリザベス1世の宮廷に接近し、女王のための任務につくようになる。1571年にはアイリッシュ海で合法的な警備活動を任され、フランス船やポルトガル船を襲う一方、女王が進めていたアイルランド征服の軍事活動を支援した。

## 最初の北西航路航海
フロビッシャーは1560年頃から北西航路の探検航海を請け負おうという決意をもっており、友人らの前に地図を広げてアジアにある富とそこに行く最短航路を説いていた。サー・ハンフリー・ギルバートの航海記録では、北アメリカ大陸の北端を回って中国（キャセイ）やインドに向かう最短距離の航路があるはずだとされており、フロビッシャーも大きく影響を受けている。このため、フロビッシャーは1575年頃からロンドンの有力者たちを回って探検航海の後援を行ってくれるよう働きかけている。フロビッシャーは、イングランド商人の出資を集めた勅許会社で、ロシアの北を回って中国に向かう北東航路へ多数の探検家を送り出していたモスクワ会社を説得し、その免許を受けることに成功した。彼はモスクワ会社のマイケル・ロック（Michael Lok）の支援を受けて、3隻のバークによる船団を組むための資金を集めた。この3隻は、20トンから25トンの大きさの「ガブリエル」号（乗組員18人）と「マイケル」号（乗組員17人）、および10トンほどのピンネース1隻（乗組員4人）であり  、総数39人という規模であった。
フロビッシャー一行はロンドン東部にあるテムズ川の河港ブラックウォール（Blackwall）で錨を揚げ、エリザベス1世直々の見送りをグリニッジで受け、1576年6月7日に出帆し、シェトランド諸島を経て西方の海に向かった。嵐の中でピンネースは失われ、7月11日にグリーンランド付近でガブリエル号とマイケル号もはぐれてしまった。氷と嵐に恐れをなしたマイケル号は結局戻り、ロンドンに9月初頭に帰港している。ガブリエル号はそのまま航海を進め、7月20日にレゾリューション島を発見し「クイーン・エリザベスズ・フォアランド（Queen Elizabeth’s Foreland）」と名付け上陸した。数日後、ガブリエル号はバフィン島のフロビッシャー湾湾口に到達したが、氷と風によりこれ以上北への航海ができないと感じたフロビッシャーは西のフロビッシャー湾内へと船を進めることにした。彼はこれを海峡だと信じ自らの名を冠して「フロビッシャー海峡」と名付け、その反対側の海へ出ようと考えていた。これが海峡でなく湾だとはっきりしたのは、アメリカ合衆国の北極探検家チャールズ・フランシス・ホールによる1861年の航海の時である。
しかし湾は行き止まりとなり、8月18日に一行はバフィン島に上陸する。ここで彼らはイヌイットらと遭遇した。フロビッシャーはその内の一人を案内人として周囲を探索し、案内人を海岸に送り返す際に部下5人をボートに乗せて送り出した。部下には現地人にあまり接近しないよう指示していたが、彼らは指示を破り、おそらくイヌイットに捕まったとみられる。数日間の捜索で部下を見つけられなかったフロビッシャーは、案内人であったイヌイットを捕虜として行方不明になった部下を返さない限り解放しないとイヌイットたちを脅した。しかし結局部下は戻らなかった。イヌイットの伝説では、行方不明になった部下たちはイヌイットの一員となっており、数年間暮らしたが、手製のボートを作ってバフィン島を出ようとして死んでしまったという。バフィン島を出たフロビッシャーの乗るガブリエル号は、10月9日にロンドンに帰港した。マイケル号の帰港後、ガブリエル号もフロビッシャーも行方不明になったとされており、彼らの帰港はロンドンを熱狂させた。
彼らが急いで持ち帰った物の中には「黒い石のかけら」があった。金属の分析家たちはこの鉱石に興味を示さなかったが、フロビッシャーの相談を受けた4人の専門家のうちの1人がこれには金が含まれているとおだてて喜ばせた。フロビッシャーの支援者であるマイケル・ロックやモスクワ会社は、この相談結果を更なる航海の投資集めに利用した。

## 2度目の北西航路航海
翌1577年、1回目の航海より大きな船団が組織された。女王は海軍艦船エイド号（Ayde）を新設された「キャセイ会社」（Company of Cathay）に売り、さらに1000ポンドを探検費用として支出した。キャセイ会社は女王からの勅許をうけた勅許会社で、東方以外の全方位への航海の独占権を与えられた。フロビッシャーは、この航海で発見するすべての土地と水面の司令官となることが認められていた。

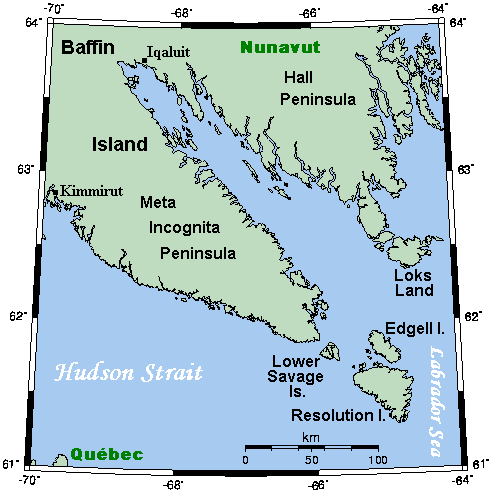
バフィン島のフロビッシャー湾。湾の入り口の左にレゾリューション島がある。湾の南岸の半島は、エリザベス1世が名付けた地名にちなみ「メタ・インコグニータ半島」と呼ばれている。その南がハドソン海峡

1577年5月27日、ガブリエル号とマイケル号に加えて大きさ200トンのエイド号が加わった150人の艦隊は、ロンドンのブラックウォールを出航し、スコットランドから北へ向かい7月17日にフロビッシャー湾湾口に到達した。数日後に湾の南岸の一帯は女王の名のもとイングランドによる領有が宣言された。
その後数週間、一行は鉱石集めをして過ごした。フロビッシャーが受けた指示は、第一に金鉱石を集めること、鉱石が見つからなかった場合は船の一部を本国に返して残りの船で北西航路探索に出ることであり、最初の航海の目的であった北西航路発見は後回しであった。イヌイットらとの交渉や軋轢も前回以上に発生し、彼らはイヌイットの男女3人を人質にとってそのままイングランドへと連行した。前年行方不明になった部下の捜索も行われたが、成果はなかった。
彼らは8月23日に出航したが、途中で嵐にあい船団はばらばらになった。船足の早いエイド号が9月23日にウェールズ南部のミルフォード・ヘイブンに到着し、ガブリエルとマイケルはブリストルおよびワイト島北部のヤーマスへと遅れて到着した。
フロビッシャーはウィンザー城で女王に謁見し感謝の言葉を受けた。彼らが持ち帰った200トンもの「金鉱石」を分析するのに、多大な準備と費用がかけられた。その分析には時間がかかり、その間にこの鉱石をめぐって様々な争いが持ち上がった。製錬技術者はこの鉱石の価値を低いものと断じ、キャセイ会社の出資者はそんなことはないはずだと反論し、3度目の航海を企てた。

## 3度目の北西航路航海
鉱石の正体をめぐる争いにもかかわらず、新発見の土地の富や生産性に対するエリザベス1世や出資者の信頼は厚かった。エリザベス1世はこの土地に「メタ・インコグニータ」（Meta Incognita）と名づけ、100人規模の恒久的な植民地建設のために必要な人員や資材を運ぶため、より巨大な船団を用意しようとした。フロビッシャーは再度女王の命を受け、女王は首から金のネックレスをほどいて彼に与えた。
1578年6月3日、旗艦エイド号を始めとする計15隻の大船団がプリマスを出て、英仏海峡を経て北に向かった。今回の目的は北西航路ではなく、完全に金の採集と植民地建設であった。彼らは6月20日にグリーンランド南部に着いた。フロビッシャーは最初の航海の際からこれをグリーンランドではなく大西洋の地図に書かれていた実在しない島フリーズランド（Friesland）だと信じており、これに「ウエスト・イングランド」と名付けて女王の名の下で領有を主張し上陸した。
7月2日、フロビッシャー湾の入り口の陸地が見えてきた。しかし危険な海氷と荒れ狂う天候のために上陸できず、しかも100トン級のバーク船デニス号が難破してしまった。乗組員は救助されたが、入植地建設の資材である材木が失われたことが大きな痛手となった。船団はそのまま南へと流された。彼らは西へ向かって海峡を60リーグも進んだものの、一行はやがてこれが「フロビッシャー海峡」ではなく、その南にある「間違った海峡」（Mistaken strait）だと気づいた。フロビッシャーはなおもこれがフロビッシャー海峡だと主張したが、最後にはいやいや間違いを認めて引き返した。この「間違えた海峡」が現在のハドソン海峡であり、フロビッシャーは後にこれが北西航路につながっているのではないかと述べている。
さらに1隻が意見の相違のうえイングランドへと帰ってしまい、7月末に一行はようやくフロビッシャー湾南部のカウンテス・オブ・ウォリック湾（Countess of Warwick Sound）に集結して錨を下ろした。入植地の建設が始まり、前回以上の量の鉱石が集められた。しかし資材不足から越冬用の建物が十分に建てられず、一行の中で不満や反対の声が渦巻いた。結局、フロビッシャーは恒久植民地建設をあきらめ、8月末に13隻の船で鉱石を満載して10月初めにイングランドに帰国した。
この1000トンもの鉱石の製錬のために、ダートフォードに建設された精錬工場で製錬が始まり、金を取り出す作業が少なくとも1583年まで続いた。しかし、結局この鉱石が、見かけが金に似ていることから「愚者の黄金」（フールズ・ゴールド）とよばれる無価値な黄鉄鉱であることを出資者も認めざるを得なくなった。鉱石は道路の舗装材に使われ、キャセイ会社は破綻した。

## 海軍生活
大失敗に終わった1578年の航海の後、出資者らから突き上げを食らったフロビッシャーは、1580年にイングランド海軍のキャプテンとなり、アイルランドを支援するスペイン船と戦った。フロビッシャーは1581年以後、喜望峰を回ってアジアに向かい、さらに北西航路を反対側の太平洋側から回ってヨーロッパに帰るという4度目の航海計画を立てたが、結局計画だけで終わってしまった。しかし彼は当時のイングランドでは北極探検の権威とみなされ、その探検記録はスペイン語にも翻訳されたほどだった。
1585年、イングランドとスペインは実質的な戦争状態（英西戦争）に突入した。フロビッシャーはサー・フランシス・ドレークの西インド諸島遠征に副官として加わった。25隻の私掠船からなる船団は西インド諸島のスペイン植民地を荒らしまわり、要塞などに打撃を与え、1586年夏に大量の財宝と共に帰国した。1588年にはスペインの大艦隊とのアルマダの海戦に司令官の一人として参戦した。彼はイングランド最大のガレオン船・トライアンフ号に乗ってスペインのガレオン船4隻を撃沈し、この活躍でナイトの爵位を得た。
1591年には故郷に戻り、第1代ウェントワース男爵トーマス・ウェントワースの娘、ドロシー・ウェントワースと2度目の結婚をしヨークシャーおよびノッティンガムシャーの大地主となった。しかし田舎暮らしに喜びを見いだせないフロビッシャーは翌年には再び英西戦争に身を投じた。サー・ウォルター・ローリーによるスペイン海岸遠征の船団に参加し、財宝と共に帰国した。この戦いで彼は片目を事故で失っている。
1594年11月、フランスのブルターニュ半島にあるブレストをスペイン軍が襲い、イングランドはフランスを支援するため軍を送った。フロビッシャーもブレスト攻略に参加したが、近くのクロゾン半島にあるスペイン軍のクロゾン要塞に対する攻城戦（Siege of Fort Crozon）で銃傷を受けた。彼はプリマスに後送されたが、傷の手当てが悪く、1594年11月15日に死亡した。遺体のうち傷みやすい部分はプリマスのセント・アンドリューズ教会に11月22日に埋葬され、そのほかはロンドンに運ばれ、セント・ジャイルズ＝ウィズアウト＝クリップルゲートに埋葬された。